# شبنم سونمز
شبنم سونمز (انگلیسی: Şebnem Sönmez; ۵ ژوئن ۱۹۶۸ – ) بازیگر اهل ترکیه بود. وی از سال ۱۹۹۳ میلادی تاکنون مشغول فعالیت بوده‌است.